# Marginal Tietê

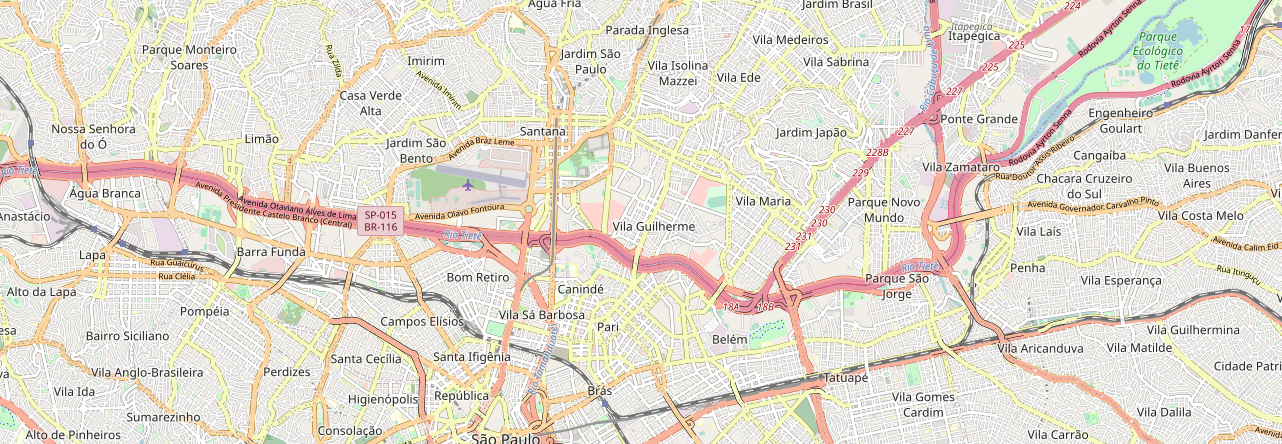
Mapa d'ubicació Marginal Tietê (blau)

La Marginal Tietê és la principal via ràpida de la ciutat de São Paulo. Té 24,5 quilòmetres de llarg, va ser acabada i oberta al trànsit l'any 1957. El seu recorregut voreja el riu Tietê.